# Mandy Heintz
Mandy Heintz (San Antonio, Texas, 27 de juliol de 1981) és una ciclista estatunidenca. Debuta professionalment al 2016 amb l'equip Visit Dallas DNA Pro Cycling. Aquell primer any, aconsegueix ser tercera al podi al Campionat nacional en ruta.